# Ketupa
Ketupa é um género de ave strigiformes da família Strigidae.
Este género contém as seguintes espécies:
- Ketupa blakistoni (Seebohm, 1884)
- Ketupa coromanda (Latham, 1790)
- Ketupa flavipes (Hodgson, 1836)
- Ketupa ketupu (Horsfield, 1821)
- Ketupa lactea (Temminck, 1820)
- Ketupa leucosticta (Hartlaub, 1855)
- Ketupa nipalensis (Hodgson, 1836)
- Ketupa philippensis (Kaup, 1851)
- Ketupa poensis (Fraser, 1854)
- Ketupa shelleyi (Sharpe & Ussher, 1872)
- Ketupa sumatrana (Raffles, 1822)
- Ketupa zeylonensis (J. F. Gmelin, 1788)